# The Sun Also Rises (filme)
The Sun Also Rises (prt: O Sol Também Brilha; bra: E Agora Brilha o Sol) é um filme estadunidense de 1957, do gênero drama, dirigido por Henry King e baseado no romance homônimo de Ernest Hemingway.

## Sinopse
Em Paris, após a Primeira Guerra Mundial, um jornalista estadunidense (Jake) com ferimento de guerra que o impede de ter relacionamentos normais com mulheres, se envolve com uma sedutora ninfomaníaca (Brett) que, com um grupo de amigos excêntricos, vive aventuras pela Europa afora.

## Elenco
- Tyrone Power .... Jacob Barnes ("Jake")
- Ava Gardner .... Lady Brett Ashley
- Mel Ferrer .... Robert Cohn
- Errol Flynn .... Mike Campbell
- Eddie Albert .... Bill Gorton
- Gregory Ratoff .... Conde Mippipopolous
- Juliette Gréco .... Georgette Aubin
- Marcel Dalio .... Zizi
- Henry Daniell .... médico
- Bob Cunningham .... Harris
- Danik Patisson .... Marie
- Robert Evans .... Pedro Romero